# Cochrane (Cile)
Cochrane è un comune del Cile della provincia di Capitán Prat nella regione di Aysén. 
Si trova in prossimità del lago Cochrane/Pueyrredón. 
Al censimento del 2002 aveva una popolazione di 2.867 abitanti.

## Società

### Evoluzione demografica
| Censimento del 1992 | Censimento del 2002 |
| 2.996 ab.           | 2.867 ab.           |